# Stephan Pfeiffer
Stephan Pfeiffer (* 8. April 1975) ist ein ehemaliger deutscher Handballspieler. Er war Torwart und spielte unter anderem für die TSG Friesenheim (heute Eulen Ludwigshafen). Heute arbeitet er als Rechtsanwalt und ist ehrenamtlich in der Sportgerichtsbarkeit des Handballs aktiv.

## Karriere
Pfeiffer spielte mehrere Jahre als Torhüter in der 2. Handball-Bundesliga. Von 2005 bis 2011 stand er bei der TSG Friesenheim unter Vertrag, dem Vorgängerverein der Eulen Ludwigshafen. Er war Teil des Teams, das 2010 in die Bundesliga aufstieg. Zuvor war er bei der SG Leutershausen aktiv. Nachdem er sich in der Saison 2010/11 einen Kreuzbandriss zugezogen hatte, beendete er im Sommer 2011 seine Laufbahn und spielte fortan für die zweite Mannschaft Friesenheims. Vor der Vereinsweltmeisterschaft 2013 erhielt er überraschend eine Anfrage des Sydney University HC und nahm daraufhin mit dem australischen Team am „IHF Super Globe“ in Katar teil.

## Juristische Laufbahn
Nach dem Ende seiner aktiven Karriere wurde Pfeiffer Rechtsanwalt. Sein Schwerpunkt liegt im Arbeitsrecht.

## Engagement im Handball
Pfeiffer engagiert sich ehrenamtlich in der Sportgerichtsbarkeit. Er ist Beisitzer der 2. Kammer im Bundessportgericht des Deutschen Handballbundes (DHB). Diese Kammer ist zuständig für Verfahren in der 1. und 2. Bundesliga. Zusätzlich ist er für den Pfälzer Handballverband als Sportgerichtsmitglied aktiv.